# Saint-Loyer-des-Champs
Saint-Loyer-des-Champs és un antic municipi francès, situat al departament de l'Orne i a la regió de Normandia. L'any 2007 tenia 374 habitants.
L'1 de juny de 2015 va fusionar amb els municipis de Marcei, Saint-Christophe-le-Jajolet i Vrigny creant el nou municipi de Boischampré.

## Demografia

### Població
El 2007 la població de fet de Saint-Loyer-des-Champs era de 374 persones. Hi havia 131 famílies de les quals 15 eren unipersonals (11 homes vivint sols i 4 dones vivint soles), 45 parelles sense fills, 67 parelles amb fills i 4 famílies monoparentals amb fills.
La població ha evolucionat segons el següent gràfic:
Habitants censats

### Habitatges
El 2007 hi havia 145 habitatges, 130 eren l'habitatge principal de la família, 7 eren segones residències i 8 estaven desocupats. 142 eren cases i 2 eren apartaments. Dels 130 habitatges principals, 115 estaven ocupats pels seus propietaris, 11 estaven llogats i ocupats pels llogaters i 4 estaven cedits a títol gratuït; 1 tenia una cambra, 1 en tenia dues, 7 en tenien tres, 37 en tenien quatre i 83 en tenien cinc o més. 106 habitatges disposaven pel capbaix d'una plaça de pàrquing. A 42 habitatges hi havia un automòbil i a 86 n'hi havia dos o més.

### Piràmide de població
La piràmide de població per edats i sexe el 2009 era:
| Homes | Edats   | Dones |
| ----- | ------- | ----- |
| 0     | 95 o +  | 0     |
| 0     | 90 a 94 | 0     |
| 0     | 85 a 89 | 0     |
| 0     | 80 a 84 | 4     |
| 0     | 75 a 79 | 12    |
| 0     | 70 a 74 | 0     |
| 4     | 65 a 69 | 4     |
| 4     | 60 a 64 | 0     |
| 16    | 55 a 59 | 20    |
| 4     | 50 a 54 | 4     |
| 32    | 45 a 49 | 16    |
| 24    | 40 a 44 | 24    |
| 4     | 35 a 39 | 12    |
| 8     | 30 a 34 | 12    |
| 4     | 25 a 29 | 4     |
| 8     | 20 a 24 | 0     |
| 20    | 15 a 19 | 20    |
| 20    | 10 a 14 | 8     |
| 16    | 5 a 9   | 8     |
| 12    | 0 a 4   | 4     |

## Economia
El 2007 la població en edat de treballar era de 265 persones, 200 eren actives i 65 eren inactives. De les 200 persones actives 188 estaven ocupades (99 homes i 89 dones) i 12 estaven aturades (7 homes i 5 dones). De les 65 persones inactives 31 estaven jubilades, 18 estaven estudiant i 16 estaven classificades com a «altres inactius».

### Ingressos
El 2009 a Saint-Loyer-des-Champs hi havia 138 unitats fiscals que integraven 385 persones, la mediana anual d'ingressos fiscals per persona era de 18.757 €.

### Activitats econòmiques
Dels 8 establiments que hi havia el 2007, 1 era d'una empresa de construcció, 1 d'una empresa de comerç i reparació d'automòbils, 2 d'empreses immobiliàries, 1 d'una empresa de serveis i 3 d'empreses classificades com a «altres activitats de serveis».
L'únic servei als particulars que hi havia el 2009 era una perruqueria.
L'any 2000 a Saint-Loyer-des-Champs hi havia 18 explotacions agrícoles que ocupaven un total de 1.100 hectàrees.

## Poblacions més properes
El següent diagrama mostra les poblacions més properes.